# Acraea umida
Acraea umida är en fjärilsart som beskrevs av Wichgraf 1908. Acraea umida ingår i släktet Acraea och familjen praktfjärilar. Inga underarter finns listade i Catalogue of Life.